# Yasashii Suisei
Yasashii Suisei (優しい彗星) ist ein Lied des japanischen Popmusikduos Yoasobi, dass am 20. Januar 2021 zunächst auf digitaler Ebene und am 24. März gleichen Jahres als Doppel-Seite auf CD über Sony Music Entertainment Japan veröffentlicht wurde.
Das Lied basiert auf dem Roman Shishiza Ryūseigun no Mama ni (獅子座流星群のままに) des Mangaka Paru Itagaki und fungiert als Abspanntitel zur zweiten Staffel der Anime-Fernsehserie Beastars.
Die digitale Veröffentlichung erreichte Platz zwei der kombinierten Singlecharts von Oricon sowie Platz 14 in den Billboard Japan Hot 100. Nach der CD-Veröffentlichung stieg Yasashii Suisei auf Platz zwei der offiziellen japanischen Singlecharts ein, gemeinsam mit dem Lied Kaibutsu.
Von der Recording Industry Association of Japan (RIAJ) wurde das Lied zwischenzeitlich mit einer Goldenen und einer Platin-Schallplatte ausgezeichnet.

## Hintergrund
Nachdem Yoasobi das Lied Kaibutsu veröffentlichten, gab das Duo bekannt, dass sie mit dem Stück Yasashii Suisei das Lied im Abspann der zweiten Staffel des Anime Beastars singen würden. Yasashii Suisei basiert auf den Roman Shishiza Ryūseigun no Mama ni (Englischer Titel: A Leonid, Always) von Paru Itagaki, dem Schöpfer des Beastars-Manga.

## Komposition und Inhalt
Bei Yasashii Suisei handelt es sich um eine Ballade mit einem einfachen, lyrischen Thema. Textlich handelt das Lied von zwei Personen unterschiedlicher Herkunft, die eine wundervolle Freundschaft inmitten einer grausamen Welt pflegen.
Komponiert und getextet wurde das Lied von Ayase. Yasashii Suisei wurde in F-Dur geschrieben, weist ein Tempo von 90 Bpm und eine Spiellänge von drei Minuten und 35 Sekunden auf.

## Mitwirkende
| Musik und Produktion - Ayase – Produktion, Komposition, Songwriting - Ikura – Gesang - Paru Itagaki – Textvorlage - AssH – E-Gitarre - Takayuki Saitō – Aufnahme (Gesang) - Masahiko Fukui – Mixing - Kōhei Kadowaki – Coverdesign | Musikvideo - Kōhei Kadowaki – Regie, Produktion - Naoki Okada – Assistent - Satoshi Ono – Assistent - Mayuka Kawamura – Assistent - Tokurō Kitamura – Assistent - Kaoru Kimura – Assistent - Ken'ichirō Tachikawa – Assistent - Rina Machida – Assistent - Mayu Watanabe – Assistent |

## Veröffentlichung
Yasashii Suisei erschien zunächst am 20. Januar 2021 auf digitaler Ebene als Musikdownload und Musikstream und wurde am 24. März gleichen Jahres gemeinsam mit dem Stück Kaibutsu als Doppel-A-Seite auf CD veröffentlicht. Die CD-Single wurde in zwei Versionen veröffentlicht: Einer limitierten Anime-Version und eine Fanclub-Version. Beide Versionen enthalten beide Lieder in der Voll- und der gekürzten Fernsehversion, sowie die Vor- und Abspannsequenz auf einer zusätzlichen DVD während die Fan-Edition zudem noch Live-Aufnahmen der Lieder Tabun und Ano Yume o Nazotte entält. Yasashii Susei ist auf der EP The Book 2 vertreten, die am 1. Dezember 2021 veröffentlicht wurde.
Eine englischsprachige Version des Liedes ist auf der EP E-Side zu hören, die am 12. November 2021 auf digitaler Ebene veröffentlicht wurde.
Ein Musikvideo zum Lied wurde am 25. März 2021 offiziell veröffentlicht. Regie führte Kōhei Kadowaki, der sich auch für die Entstehung der Endsequenz der Anime-Fernsehserie Beastars verantwortlich zeigte. Das Video fokussiert sich dabei auf die wichtigen Charaktere des Anime, Louis und Ibuki, und zeigt eine flüchtige und zärtliche Sicht auf die Welt. Für das Video wurden 2.500 Illustrationen des Regisseurs Kadowaki verwendet. Am 11. November gleichen Jahres wurde das Musikvideo in englischer Sprache auf YouTube hochgeladen.

## Titelliste
| Nr.                                 | Titel (englisch) | Titel (japanisch)          | Länge | Anmerkungen               |
| ----------------------------------- | ---------------- | -------------------------- | ----- | ------------------------- |
| Download-Single (20. Januar 2021)   |                  |                            |       |                           |
| 1                                   | –                | 優しい彗星 Yasashii Suisei | 3:35  |                           |
| Download-Single (11. November 2021) |                  |                            |       |                           |
| 1                                   | Comet            | –                          | 3:35  | Englischsprachige Version |
| CD-Single (24. März 2021)           |                  |                            |       |                           |
| 1                                   | –                | 怪物 Kaibutsu              | 3:26  |                           |
| 2                                   | –                | 優しい彗星 Yasashii Suisei | 3:35  |                           |
| 3                                   | –                | 怪物 Kaibutsu              | 1:30  | TV-Fassung                |
| 4                                   | –                | 優しい彗星 Yasashii Suisei | 1:26  | TV-Fassung                |

## Erfolg
Nachdem das Lied zunächst auf digitaler Ebene herausgegeben wurde, erreichte es Platz zwei der kombinierten Singlecharts von Oricon, sowie Platz 14 in den Billboard Japan Hot 100.
Später erreichte Yasashii Suisei gemeinsam mit Kaibutsu Platz zwei der offiziellen Singlecharts in Japan, nachdem beide Lieder als Doppel-A-Seite auf CD veröffentlicht wurde. Insgesamt hielt sich die CD-Single 46 Wochen lang in den japanischen Singlecharts auf. In den Jahrescharts von Oricon landete die CD-Single auf Platz 94.
Yasashii Suisei wurde in der Kategorie Bester Abspann für einen Crunchyroll Anime Award nominiert, erhielt jedoch keine Auszeichnung. Bei den Anime Trending Awards wurde das Lied in der Kategorie Bester Abspann des Jahres auf Platz zwei gewählt. Von der Recording Industry Association of Japan, kurz RIAJ, erhielt Yasashii Suisei eine Goldene Schallplatte im Segment Download sowie Platin im Bereich Musikstreaming.